# Michał Cholewiński
Michał Jan Cholewiński (ur. 1 kwietnia 1980 w Warszawie) – polski dziennikarz i prezenter telewizyjny, z wykształcenia prawnik.

## Życiorys
Z wykształcenia jest prawnikiem.
Karierę rozpoczynał w 2003 jako dziennikarz TVP3 Łódź, w 2006 przeszedł do TVN24 jako łódzki korespondent. W 2008 zaczął prowadzić serwisy informacyjne. W 2014, jako prowadzący pasmo Dzień na Żywo, został uznany przez dom mediowy Lowe Media za jednego z najlepiej zarabiających dla swojej stacji dziennikarzy; wraz z nim wyróżnieni zostali Dagmara Kaczmarek-Szałkow, Joanna Kryńska i Igor Sokołowski.
We wrześniu 2014 rozpoczął pracę w TVP Info, gdzie prowadził przede wszystkim serwisy i pasma informacyjne. Był jednym z niewielu dziennikarzy, którzy pozostali w redakcji po przeprowadzonej w 2016 wymianie kadrowej. W lipcu 2016 wraz z Małgorzatą Steckiewicz był gospodarzem specjalnego studia TVP Info na Światowe Dni Młodzieży w Krakowie. Od września 2016 do lutego 2019 prowadził Teleexpress w TVP1 oraz Teleexpress Extra w TVP Info. W 2017 współprowadził w parze z Anną Matusiak poranny program TVP1 Dzień dobry, Polsko!. Zniknął z anteny po tym, jak w październiku 2020 podczas prowadzenia Serwisu Info wyraził krytyczną opinię nt. wyroku Trybunału Konstytucyjnego ws. aborcji z tego samego miesiąca, którego ogłoszenie wywołało ogólnopolskie, antyrządowe protesty. Według informacji portalu Wirtualnemedia.pl w listopadzie został przeniesiony do rezerwowej grupy dziennikarzy, do której należał do grudnia; następnie przeszedł na zwolnienie lekarskie. W maju 2021 portal Press.pl poinformował o odejściu dziennikarza z TVP.
9 czerwca 2021 zadebiutował na antenie Polsat News, prowadząc poranne pasmo Nowy dzień z Polsat News. 1 listopada 2021 po raz pierwszy poprowadził Wydarzenia o 18:50 (wcześniej prowadził Wydarzenia Wieczorne), które według portalu Wirtualnemedia.pl ma prowadzić w weekendy na zmianę z Katarzyną Zdanowicz.

## Odznaczenia
W 2021 odznaczony Złotym Krzyżem Zasługi.

## Życie prywatne
Jego żoną od 2010 jest dziennikarka Agata Biały, z którą ma syna Jana (ur. 2011).